# ایر ایندوس
ایر ایندوس (به انگلیسی: Air Indus) یک شرکت هواپیمایی با کد یاتا I6 است که در ۲۰۱۰ میلادی تأسیس شده و در ۲۸ ژوئیه ۲۰۱۳ فعالیتش را آغاز کرده‌است. دفتر مرکزی ایر ایندوس در کراچی، پاکستان واقع شده‌است و قطب این شرکت هواپیمایی در فرودگاه بین‌المللی جناح قرار دارد و به ۱۰ مقصد، پرواز انجام می‌دهد.